# Rhipidia (Rhipidia) sybarita
Rhipidia (Rhipidia) sybarita is een tweevleugelige uit de familie steltmuggen (Limoniidae). De soort komt voor in het Neotropisch gebied.